# Maria Brandin
Maria Helene Brandin (Kungälv, 4 de septiembre de 1963) es una deportista sueca que compitió en remo.
Ganó tres medallas en el Campeonato Mundial de Remo entre los años 1995 y 1998.
Participó en cuatro Juegos Olímpicos de Verano, ocupando el octavo lugar en Seúl 1988 (doble scull), el quinto en Barcelona 1992 (scull individual) y el cuarto en Atlanta 1996 (scull individual).

## Palmarés internacional
| Campeonato Mundial | Campeonato Mundial     | Campeonato Mundial | Campeonato Mundial |
| Año                | Lugar                  | Medalla            | Prueba             |
| ------------------ | ---------------------- | ------------------ | ------------------ |
| 1995               | Tampere (Finlandia)    | Medalla de oro     | Scull individual   |
| 1997               | Aiguebelette (Francia) | Medalla de bronce  | Scull individual   |
| 1998               | Colonia (Alemania)     | Medalla de bronce  | Scull individual   |